# Epinotodonta griseotincta
Epinotodonta griseotincta är en fjärilsart som beskrevs av Sergius G. Kiriakoff 1963. Epinotodonta griseotincta ingår i släktet Epinotodonta och familjen tandspinnare. Inga underarter finns listade i Catalogue of Life.